# A Storm of Swords
A Storm of Swords (littéralement « une tempête d'épées ») est le troisième livre de la saga Le Trône de fer écrite par George R. R. Martin. Le livre a été publié en version originale en 2000, puis en version française de 2001 à 2003. Il a remporté le prix Locus du meilleur roman de fantasy en 2001.

## Publication française
Le livre a initialement été découpé en quatre parties par l'éditeur Pygmalion :
- Tome 6 : Les Brigands, octobre 2001  (ISBN 978-2-857-04723-0)
- Tome 7 : L'Épée de Feu, mars 2002  (ISBN 978-2-857-04750-6)
- Tome 8 : Les Noces pourpres, septembre 2002  (ISBN 978-2-8570-4776-6)
- Tome 9 : La Loi du régicide, février 2003  (ISBN 978-2-8570-4798-8)

Ces quatre tomes ont ensuite été publiés en format poche par l'éditeur J'ai lu :
- Tome 6 : Intrigues à Port-Réal, mars 2003  (ISBN 978-2-290-32570-4)
- Tome 7 : L'Épée de Feu, septembre 2003  (ISBN 978-2-290-32953-5)
- Tome 8 : Les Noces pourpres, mars 2004  (ISBN 978-2-290-33351-8)
- Tome 9 : La Loi du régicide, septembre 2004  (ISBN 978-2-290-33772-1)

Les quatre tomes ont ensuite été réunis en un seul volume intitulé Le Trône de fer, l'intégrale 3 :
- J'ai lu, mai 2010  (ISBN 978-2-290-02216-0)
- Pygmalion, février 2013  (ISBN 978-2-756-40840-8)

## Résumé
À la suite de la sanglante bataille de la Nera, qui a vu la défaite de Stannis Baratheon devant les forces conjuguées des Lannister et des Tyrell, et aux raids des Greyjoy sur le Nord, les Maisons Stark et Tully se trouvent en grande difficulté. De plus, Catelyn Stark délivre Jaime Lannister de la cellule où il croupissait en échange de la promesse que ses filles, Arya et Sansa, lui seraient rendues. Catelyn charge la fidèle Brienne de Torth d'escorter Jaime jusqu'à Port-Réal. Jaime et Brienne sont capturés en chemin par des mercenaires de la compagnie des « Braves Compaings », au service de Roose Bolton, qui les emmènent à Harrenhal. Leur chef fait trancher la main droite de Jaime mais celui-ci est ensuite libéré par Bolton. Brienne reste prisonnière mais Jaime revient la tirer des griffes des Braves Compaings. Robb Stark révèle qu'il s'est marié par amour avec Jeyne Ouestrelin, jeune fille d'une famille mineure vassale des Lannister, rompant ainsi son engagement envers les Frey. En compensation, Walder Frey exige qu'Edmure Tully, le frère de Catelyn, se marie avec l'une de ses filles. 
Arya erre à travers le pays, cherchant à retrouver sa mère par ses propres moyens, et croise le chemin de la Fraternité sans Bannières de Béric Dondarrion, un groupe de hors-la-loi cherchant à rendre sa propre justice. La Fraternité capture Sandor Clegane, en fuite depuis la bataille de la Nera, mais celui-ci triomphe d'un duel judiciaire contre Dondarrion, rachetant ainsi sa liberté. Dondarrion est néanmoins aussitôt ressuscité par le prêtre Thoros de Myr. Sandor enlève Arya peu après dans le but de la ramener à sa mère contre rançon. Sansa est quant à elle toujours otage à Port-Réal mais le redoutable Tywin Lannister, qui a repris les rênes du pouvoir, compte la marier à son fils Tyrion. Celui-ci se remet des graves blessures qu'il a subies à la bataille de la Nera tout en s'apercevant que toute l'influence qu'il avait réussi à accumuler à la Cour a entièrement disparu à cause de son père. Davos Mervault a miraculeusement échappé au désastre de la Nera et parvient à regagner Peyredragon. Stannis le nomme « Main du roi » et Davos découvre un message de la Garde de Nuit réclamant de l'aide, persuadant Stannis de répondre à cet appel.
Robb, Catelyn et leurs principaux vassaux se rendent au mariage d'Edmure qui doit avoir lieu aux Jumeaux, fief des Frey. Mais la cérémonie de mariage tourne à la tragédie lorsque les Frey révèlent leur traîtrise et tuent ou capturent leurs invités. Robb est tué par Roose Bolton, qui s'est secrètement allié aux Frey et aux Lannister ; Catelyn se fait trancher la gorge et son corps est jeté dans le fleuve. Arya et Sandor arrivent aux Jumeaux pendant ces « Noces pourpres » et s'échappent de justesse. Plus tard, Sandor est gravement blessé lors d'un combat contre des hommes de son frère Gregor et demande à Arya de l'achever. Celle-ci refuse et part seule, trouvant une place sur un bateau pour Braavos grâce à la pièce que lui a donné Jaqen H'ghar.
Tyrion et Sansa se marient mais Tyrion, voyant le dégoût qu'il inspire à sa jeune épouse, refuse de consommer son mariage. Joffrey va quant à lui consolider l'alliance entre Lannister et Tyrell en épousant Margaery Tyrell. Tyrion est chargé d'accueillir une délégation venue de Dorne et conduite par le prince Oberyn Martell, lequel se révèle avide de vengeance pour le meurtre de sa sœur quinze ans plus tôt par les Lannister. Lors du mariage royal, Joffrey est pris de suffocations et meurt étouffé. Cersei accuse Tyrion de l'avoir empoisonné et le fait emprisonner. Dans la confusion qui suit, Sansa s'échappe grâce à la complicité de Littlefinger, qui lui révèle être le véritable responsable de la mort de Joffrey. Littlefinger emmène Sansa au Val d'Arryn et épouse Lysa Arryn. Mais Lysa est jalouse de l'affection de Littlefinger pour Sansa et manque de la tuer. Littlefinger (qui se révèle être également derrière le meurtre de Jon Arryn à l'origine de cette suite d'événements) précipite alors sa nouvelle épouse dans le vide. 
Jaime et Brienne arrivent à Port-Réal et Jaime prend le poste de Commandant de la Garde royale du nouveau roi, Tommen, frère cadet de Joffrey (ainsi que son propre fils). Jaime se dispute avec son père en refusant de renoncer à cette fonction, ainsi qu'avec Cersei, dont il refuse les avances. Il charge également Brienne de retrouver Sansa afin d'honorer sa promesse. Le procès de Tyrion tourne au désastre, Cersei ayant acheté de nombreux témoignages contre son frère, dont celui de Shae, qui l'accable. Oberyn vient trouver Tyrion et lui offre d'être son champion pour avoir une occasion de se venger. Le duel judiciaire l'oppose en effet à Gregor Clegane, principal suspect de l’assassinat de sa sœur et qui avoue les faits au cours du combat. Oberyn est proche de remporter celui-ci en blessant gravement Gregor mais ce dernier, cloué au sol par la lance d'Oberyn, attire son adversaire dans une étreinte mortelle. Tyrion est condamné à mort mais Jaime le fait échapper avec l'aide de Varys. Avant de s'embarquer pour les Cités libres, Tyrion surprend Shae dans la chambre de son père. Il l'étrangle et tue ensuite Tywin d'un carreau d'arbalète.   
Loin au Nord, la Garde de Nuit doit faire face à l'attaque des Autres qui anéantissent presque entièrement l'expédition de la Garde au-delà du Mur. Lors de la retraite qui suit, le Lord Commandant Mormont est tué par des membres renégats de la Garde. Jon Snow a dû pour sa part se joindre contre son gré aux Sauvageons et est tiraillé entre son amour naissant pour la jeune et passionnée Ygrid et son devoir envers la Garde de Nuit. Il finit par s'échapper et regagne Châteaunoir. Les Sauvageons assiègent la place peu après et Jon dirige victorieusement sa défense mais Ygrid est tuée au cours du combat. Bran, qui a échappé à l'incendie de Winterfell avec quelques compagnons, est en route pour le Mur qu'il doit trouver un moyen de franchir pour rejoindre la mystérieuse Corneille à trois yeux. Samwell Tarly rencontre le mystérieux Mains-Froides et tous deux aident Bran à passer au nord du Mur. Samwell rentre ensuite à Châteaunoir, Bran lui ayant fait promettre de ne pas révéler à Jon qu'il l'a vu. L'armée des Sauvageons au grand complet arrive ensuite devant le Mur et Jon (soupçonné de désertion) est envoyé en mission suicide pour tuer Mance Rayder. C'est alors que l'armée de Stannis arrive et met en déroute les Sauvageons. Mance Rayder est capturé et Jon est élu nouveau Commandant de la Garde de Nuit.
Sur le continent oriental, Daenerys cherche à se constituer une armée digne de ce nom et se rend donc dans la bien-nommée Baie des Serfs où se trouvent les principales cités esclavagistes. C'est en effet là, à Astapor, que sont entraînés les célèbres Immaculés, qui constituent une redoutable infanterie. Mais, outre le problème moral qui se pose à elle d'acheter des esclaves, elle n'a absolument pas les moyens de se les payer. Elle fait mine d'échanger les Immaculés contre un de ses dragons mais celui-ci refuse d'obéir à ses nouveaux « maîtres » et les brûle sur un ordre de Daenerys. Daenerys affranchit ensuite tous les esclaves de la ville et mène sa nouvelle armée contre une autre cité esclavagiste, Yunkaï, qui fait sa reddition après que la moitié de ses compagnies mercenaires soient passées du côté de Daenerys. Celle-ci marche ensuite sur Meereen mais n'a pas les moyens d'assiéger efficacement la cité. Elle découvre alors que Jorah Mormont l'espionnait pour le compte de Varys (avant de tomber amoureux d'elle) et qu'Arstan Barbe-Blanche n'est autre que Barristan Selmy. Elle leur offre à tous deux une chance de se racheter de leurs tromperies en les envoyant mener une dangereuse attaque surprise contre Meereen. L'attaque réussit et la ville est prise par l'armée de Daenerys. Elle pardonne à Barristan mais Mormont l'irrite par son comportement et elle le bannit. Elle décide de rester quelque temps à Meereen. 
Lors de l'épilogue, la Fraternité sans Bannières pend deux membres de la famille Frey qui ont participé aux « Noces pourpres » et il est révélé qu'ils ont retrouvé le corps de Catelyn et que Thoros de Myr l'a ramenée à la vie, bien que dans un état physique très dégradé.

## Personnages principaux
L'une des particularités du roman est la façon dont sont structurés les chapitres : en effet, chaque chapitre du roman est raconté selon le point de vue à la troisième personne des personnages principaux (nommés personnages PoV). Le prologue et l'épilogue suivent chacun le point de vue d'un personnage secondaire qui n'apparaît plus par la suite, le plus souvent parce qu'il trouve la mort à la fin.
Voici la liste des personnages PoV de ce troisième tome :
- Arya Stark, fille cadette d'Eddard et Catelyn Stark  (13 chapitres) ;
- Jon Snow, fils bâtard d'Eddard Stark et membre de la Garde de Nuit (12 chapitres) ;
- Tyrion Lannister, dit Le Lutin, fils cadet de Tywin Lannister de la maison Lannister (11 chapitres) ;
- Jaime Lannister, Lord Commandant de la Garde Royale et fils aîné de Tywin Lannister (9 chapitres) ;
- Lady Catelyn Stark, de la maison Tully, veuve d'Eddard Stark (7 chapitres) ;
- Sansa Stark, fille aînée d'Eddard et Catelyn Stark (7 chapitres) ;
- La Reine Daenerys Targaryen, héritière  de la dynastie Targaryienne (6 chapitres) ;
- Davos Mervault, ancien contrebandier au service de Stannis Baratheon (6 chapitres) ;
- Samwell Tarly, ami de Jon Snow et membre de la Garde de Nuit (5 chapitres) ;
- Bran Stark, fils d'Eddard et Catelyn Stark et supposé mort (4 chapitres).

## Accueil et distinctions
A Storm of Swords est entré à la 12e place de la New York Times Best Seller list le 19 novembre 2000 et est resté une semaine supplémentaire dans ce classement.
En 2001, A Storm of Swords a remporté le prix Locus du meilleur roman de fantasy et a été nommé au prix Hugo du meilleur roman. En 2002, il a été nommé au prix Nebula du meilleur roman.